# Paulo Martins
Paulo Jorge Martins (ur. 3 lutego 1970 w Porto Santo) – portugalski zapaśnik walczący w stylu klasycznym. Olimpijczyk z Barcelony 1992, gdzie zajął piętnaste miejsce w wadze półśredniej.
Zajął 21. miejsce na mistrzostwach świata w 1991. Dziesiąty na mistrzostwach Europy w 1991 roku.

## Letnie Igrzyska Olimpijskie 1992
| Konkurencja          | Rundy eliminacyjne   | Rundy eliminacyjne  | Klas. końcowa |
| Konkurencja          | Przeciwnik I         | Przeciwnik II       | Miejsce       |
| -------------------- | -------------------- | ------------------- | ------------- |
| 74 kg styl klasyczny | Dobri Iwanow (BGR) P | Wei Qingkun (CHN) P | 15.           |